# Alex Čejka
Alexander Čejka (nascido em 2 de dezembro de 1970) é um golfista profissional tcheco/alemão.

## Carreira
Irá representar a Alemanha no golfe nos Jogos Olímpicos de Verão de 2016, no Rio de Janeiro, Brasil.